# Дзеслав (Нижньосілезьке воєводство)
Дзеслав (пол. Dziesław, нім. Deichslau) — село в Польщі, у гміні Шцинава Любінського повіту Нижньосілезького воєводства.
Населення — 329 осіб (2011).
У 1975-1998 роках село належало до Легницького воєводства.

## Демографія
Демографічна структура станом на 31 березня 2011 року:
|          | Загалом | Допрацездатний вік | Працездатний вік | Постпрацездатний вік |
| -------- | ------- | ------------------ | ---------------- | -------------------- |
| Чоловіки | 166     | 23                 | 124              | 19                   |
| Жінки    | 163     | 26                 | 97               | 40                   |
| Разом    | 329     | 49                 | 221              | 59                   |